# Marco Antonio Palacios
Marco Antonio Palacios Redorta (pron. márco antónjo palásjos rreðórta; Città del Messico, 6 marzo 1981) è un ex calciatore messicano, di ruolo difensore.
È fratello gemello di Alejandro Palacios, suo compagno di squadra nei Pumas, e con lui condivide il soprannome di Pikolín, dovuto al fatto che da piccoli avevano giocato in un torneo locale per una squadra chiamata Los Pikolines.

## Caratteristiche tecniche
Difensore alto e di forza fisica, può giocare come centrale tanto in una difesa a 4 come in una difesa a 3, ruoli che ha interpretato di fisso al fianco del suo compagno di reparto Darío Verón. Calcia col piede sinistro. La sua forte personalità e l'attaccamento alla maglia auriazul lo portano a volte ad eccedere nelle proteste, a causa delle quali ha ricevuto vari cartellini gialli nel corso della carriera.

## Carriera

### Club

#### Inizi
Nativo di Città del Messico, viene ingaggiato assieme al fratello all'età di 16 anni dai Pumas, dove milita per tre stagioni nelle squadre giovanili. In seguito passa in prestito in Tercera División al Real Halcones ed al Proyecto Tecamachalco, squadre della capitale messicana. Dopo una stagione, sempre in prestito, con gli Albinegros de Orizaba in Primera División A, viene riportato alla base per essere inserito in prima squadra.
L'esordio avviene il 25 gennaio 2004 nel torneo di Clausura alla seconda giornata contro l'Atlas, mandato in campo da Hugo Sánchez al posto di David Toledo a 3 minuti dal termine. Farà altre due apparizioni da subentrato nel corso del torneo, all'ottava giornata contro il Morelia ed alla 17ª contro il Veracruz, sconfitto per 6-1. I Pumas a fine campionato vinceranno il titolo. Nell'Apertura 2004, torneo anch'esso vinto dagli universitarios, colleziona 4 presenze, realizzate tutte tra la 2ª e la 5ª giornata entrando nella ripresa. Nel Clausura, dopo una presenza da subentrato al posto di Fernando Espinosa nella sconfitta 1-2 col Toluca alla 4ª giornata, gioca la sua prima partita da titolare, all'11ª giornata contro il Santos Laguna, schierato come esterno sinistro. A fine torneo, con i Pumas fuori dalla Liguilla, viene riproposto da titolare nelle ultime 3 giornate. Da terzino destro sfiora il goal di testa contro il Necaxa, ricevendo anche la prima ammonizione prima di essere sostituito all'intervallo da Diego Alonso.
Nel torneo di Apertura 2005 gioca due gare dall'inizio tra la 9ª e la 10ª contro Morelia ed Atlas, poi, a Liguilla sfumata, viene rischierato titolare contro i Tigres, partita in cui salva un gol sulla linea ma non riesce ad evitare la sconfitta per 3-1 della sua squadra, e Dorados, per 6 presenze complessive. La titolarità fissa arriva nel torneo di Clausura 2006, sotto Miguel España, che lo schiera come interdittore a centrocampo o esterno sinistro. Gioca le prime 4 partite, poi viene sostituito al 24º del primo tempo contro il San Luis per dare più peso all'attacco e lasciato in panchina nei due successivi incontri. Ritorna da titolare come interno sinistro in una difesa a 5 alla 7ª contro il Monterrey, e nelle giornate seguenti viene schierato come attaccante aggiunto per sfruttare la sua fisicità. All'11ª giornata arriva alle mani con Diego Colotto dell'Estudiantes, e viene per questo espulso, saltando le 4 giornate seguenti. Torna in campo nelle ultime due partite, senza riuscire a portare alla Liguilla la sua squadra. Chiude con 11 partite e nessun goal.
La stagione 2006-2007, con il Tuca Ricardo Ferretti come allenatore, è la prima disputata interamente da titolare, e difatti nel torneo di Apertura gioca per intero tutte le 19 partite della squadra al fianco del paraguagio Darío Verón. Alla seconda giornata un suo errato rilancio causa il gol con cui il Veracruz accorcia le distanze a fine primo tempo, anche se poi nella ripresa i Pumas fissano il risultato sul 3-1. Un altro suo errore nel disimpegno porta il Pachuca ad aprire le marcature nella vittoria esterna 1-3, poi però all'ultima giornata segna il suo primo gol in partite ufficiali timbrando il 3-0 contro i Tigres servito da Leandro Augusto (5-0 il finale). I Pumas accedono alla Liguilla, dove sono eliminati al primo turno dal Pachuca per un globale di 2-1. È titolare anche nel Clausura 2007, giocando per intero tutte le 17 partite dei felinos. La squadra ha un buon inizio, ma da metà torneo in poi ottiene solo pareggi ed una sconfitta con il Morelia, che ne determinano l'eliminazione dalla Liguilla.

#### Il prestito al Veracruz
Nell'estate del 2007 passa in prestito al Veracruz, dove è schierato al centro della difesa accanto a Franco Peppino. Gioca da titolare le prime sei partite, ma dopo la sconfitta casalinga contro il Cruz Azul per 1-4 gli viene preferito Mario Rosales. Ritorna in campo all'11ª giornata contro l'Atlante (sconfitta 0-2), dove sfiora il gol del momentaneo pareggio, e alla successiva contro l'América, dove esce all'intervallo, senza collezionare ulteriori presenze nel corso del torneo, che ultima quindi con sole 8 partite disputate. A fine torneo è lui stesso a chiedere di tornare tra le file dei Pumas.

#### Ritorno ai Pumas e Clausura 2009
Di nuovo nella squadra che lo aveva lanciato, è inizialmente chiuso in difesa da Carlos González, ma dopo una fugace apparizione nella partita contro i Jaguares, dall'8ª giornata si riprende il posto da titolare al fianco di Verón. Contro il Santos Laguna (1-1) 3 giornate dopo impedisce ad inizio incontro il gol avversario e segna al 24º la sua seconda rete in campionato ribadendo in porta una respinta della difesa. Chiude il torneo con 11 presenze e un gol.
Nella stagione 2008-2009 i Pumas partecipano alla Concachampions, competizione nella quale fa il suo esordio il 4 settembre 2008 contro l'Harbour View. Nella partita di ritorno contro lo Houston Dynamo segna il suo primo gol internazionale, che chiude il risultato sull'1-3 per i Pumas, mettendo in rete di tacco su corner di Ismael Íñiguez. La squadra felina sarà però eliminata dal Cruz Azul nei quarti. Nell'Apertura 2008, torneo in cui i Pumas sono eliminati nella Liguilla dal Cruz Azul ai quarti, totalizza 15 presenze. Salta la quinta giornata contro il Pachuca sostituito da Carlos González, e l'11ª contro l'América in quanto espulso nella precedente partita contro l'Atlante per un'entrata su Clemente Ovalle. Rientra contro il Cruz Azul, ma una cattiva prestazione nell'incontro, perso in casa 0-2, lo relega in panchina per i successivi due match. Alla 15ª giornata è riproposto titolare nella sfida coi Chivas. Nel torneo di Clausura conquistato dall'equipo universitario, sotto la guida tecnica di Ricardo Ferretti gioca tutte e 23 le partite, con 2 gol all'attivo. Alla prima giornata contro il Necaxa devia un tiro diretto alla porta sguarnita di Sergio Bernal, evitando così il vantaggio locale e permettendo ai felinos di ottenere la vittoria per 1-2. Alla 10ª contro l'Atlante si fa cogliere impreparato sul gol degli ospiti che accorciano le distanze al 55º, ma sigla poi una rete con una conclusione di destro su cross di Leandro Augusto un quarto d'ora dopo. Nell'andata delle semifinali della Liguilla contro il Puebla segna il gol vittoria al 92' su corner di Jehu Chiapas, che consentirà ai Pumas di accedere alla finale dopo la sconfitta casalinga 1-2 del ritorno in virtù del miglior piazzamento in campionato. Qui i Pumas battono il Pachuca per un globale di 3-2 e conquistano il loro sesto trofeo nazionale della storia.

#### Clausura 2011
Nel torneo di Apertura 2009 è confermato al centro della difesa in coppia con Verón. I Pumas non hanno un buon inizio, e perdono le prime 5 partite di fila, pregiudicando così l'accesso alla Liguilla. Salta la 3ª giornata, contro il Toluca, per un'influenza, e alla 13ª giornata contro il Monterrey è costretto a uscire a metà primo tempo a causa di un infortunio che lo tiene fuori per le successive 3 giornate. Rientra all'ultima giornata, contro gli Indios, per mettere a segno di testa, su corner di Pablo Barrera, il goal dell'1-1 definitivo. In totale ottiene 13 presenze con una rete. Conta 3 presenze anche nella Concachampions, torneo in cui i Pumas sono eliminati in semifinale dopo la sconfitta per 5-0 ad opera del Cruz Azul. Nel torneo di Clausura la squadra ha un percorso più regolare, e giunge alla Liguilla, dove però è eliminata dal Santos Laguna. Alla quinta giornata del torneo provoca l'espulsione del giocatore dell'Estudiantes Fredy Bareiro, che gli rifila una manata; la partita termina lo stesso in parità. Contro il San Luis (0-0) è l'unica partita nel torneo in cui viene sostituito. Alla giornata successiva invece un suo errato alleggerimento verso Bernal costringe il portiere al fallo da espulsione su Abraham Carreño del Monterrey, che proprio sul rigore segna il goal-partita. A fine torneo conta 19 presenze. Al termine dei quarti di finale, lui e Verón sono accusati da Felipe Baloy di avergli rivolto epiteti razzisti, e per risposta i due si impegnano a realizzare un video per la CONAPRED (Commissione Nazionale contro la Discriminazione) in cui sostengono i valori della tolleranza e della multiculturalità.
Con il nuovo allenatore Guillermo Vázquez gioca dapprima centrale in una difesa a 4, quindi da esterno destro nella difesa a 3. Alla 3ª giornata, nella vittoria per 2-0 sul Cruz Azul, è lui ad aprire le marcature al 36º su un rimpallo da calcio di punizione, mentre la sua unica assenza arriva alla 14ª giornata contro l'Atlas per un attacco influenzale. Gioca le 4 partite della Liguilla, contro Cruz Azul e Monterrey, ma proprio nel ritorno contro questi ultimi all'88º commette un pesante errore scivolando al momento di spazzare un pallone dall'area, dando così l'opportunità ad Humberto Suazo di segnare il goal che regala la finale ai Rayados. Conclude il torneo con 20 presenze e un gol. Nel torneo di Clausura viene confermato lo schieramento tattico con la difesa a 3, ottenendo il secondo posto nella classifica generale superati all'ultima giornata dai Tigres. Vince la Liguilla in finale contro il Morelia. Palacios chiude con 23 presenze, ovvero l'intero torneo, giocato per ogni singolo minuto.

#### Dal 2011
Nell'Apertura 2011 riceve un'espulsione alla quinta giornata contro il Santos Laguna per una reazione su Darwin Quintero a pochi minuti dal termine. A causa della squalifica e di un infortunio rimediato in allenamento (frattura dello zigomo), salta le successive 4 giornate (3 delle quali coincidenti con sconfitte degli universitari), rientrando in campo alla 10ª contro l'Estudiantes all'83' in sostituzione di Juan Carlos Ramírez. La squadra non centra l'accesso alla Liguilla. In totale Palacios colleziona 13 presenze. Alla sesta giornata rimedia un'espulsione per doppia ammonizione nella partita persa 0-2 contro il Puebla, che apre ufficialmente la crisi della sua squadra.

## Statistiche

### Presenze e reti nei club
| Stagione     | Squadra      | Campionato   | Campionato | Campionato | Coppe nazionali | Coppe nazionali | Coppe nazionali | Coppe continentali | Coppe continentali | Coppe continentali | Totale | Totale |
| Stagione     | Squadra      | Comp         | Pres       | Reti       | Comp            | Pres            | Reti            | Comp               | Pres               | Reti               | Pres   | Reti   |
| ------------ | ------------ | ------------ | ---------- | ---------- | --------------- | --------------- | --------------- | ------------------ | ------------------ | ------------------ | ------ | ------ |
| 2003-2004    | Pumas        | PD           | 3          | 0          | CdC             | 0               | 0               | -                  | -                  | -                  | 3      | 0      |
| 2004-2005    | Pumas        | PD           | 9          | 0          | CdC             | 0               | 0               | CCC                | ?                  | ?                  | 9+     | 0+     |
| 2005-2006    | Pumas        | PD           | 17         | 0          | -               | -               | -               | CL+CS              | 6+6                | 0                  | 29     | 0      |
| 2006-2007    | Pumas        | PD           | 36         | 1          | -               | -               | -               | -                  | -                  | -                  | 36     | 1      |
| 2007-2008    | Veracruz     | PD           | 8          | 0          | -               | -               | -               | -                  | -                  | -                  | 8      | 0      |
| Gen. 2008    | Pumas        | PD           | 11         | 1          | IL              | 3               | 0               | -                  | -                  | -                  | 14     | 1      |
| 2008-2009    | Pumas        | PD           | 38         | 2          | -               | -               | -               | CCL                | 3                  | 1                  | 41     | 3      |
| 2009-2010    | Pumas        | PD           | 32         | 1          | -               | -               | -               | CCL                | 3                  | 0                  | 35     | 1      |
| 2010-2011    | Pumas        | PD           | 43         | 1          | -               | -               | -               | SL                 | 3                  | 0                  | 46     | 1      |
| 2011-2012    | Pumas        | PD           | 22         | 0          | -               | -               | -               | CCL                | 4                  | 1                  | 26     | 1      |
| Totale Pumas | Totale Pumas | Totale Pumas | 211        | 6          |                 | 3               | 0               |                    | 25                 | 2                  | 239    | 8      |
| Totale       | Totale       | Totale       | 219        | 6          |                 | 3               | 0               |                    | 25                 | 2                  | 247    | 8      |

## Palmarès

### Club
- Campionato messicano: 4

Pumas UNAM: Clausura 2004, Apertura 2004, Clausura 2009, Clausura 2011
- Campeón de Campeones: 1

Pumas UNAM: 2004